# 防靜電裝置

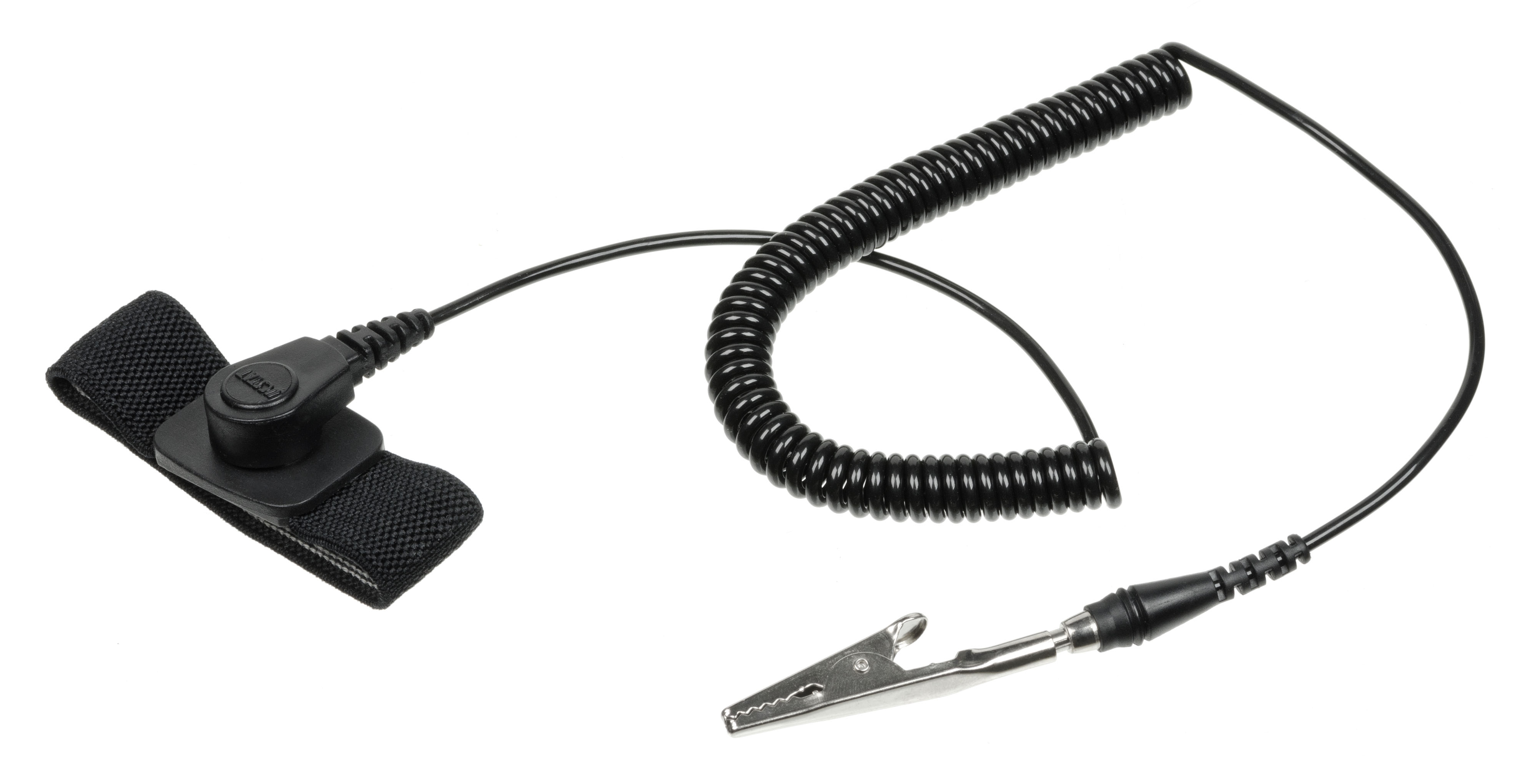
有附鱷魚夾的防靜電手環

防靜電裝置是指減少、緩和或是避免静电放电的裝置。静电放电是因為累積静电後釋放所造成的現象。靜電會損壞元件（如電腦硬碟、MOSFET），甚至會引燃可燃性的氣體或液體。
有許多技術可以中和靜電，其使用方式和效果都有不同。抗静电剂是加在材料或是其包裝中的化學物質，可以避免累積靜電或是靜電放電。若是要中和大區域裡的靜電荷（例如半導體净室或生產線），這類的防靜電裝置會使用會釋放電子的效應（例如电晕放电或光电效应），將帶電離子導入此區域，和其中已有靜電電荷的物體電中和。在許多的應用，良好的接地就可以達到靜電保護的效果。

## 舉例
以下是一些防靜電裝置的例子：

### 防靜電袋
防静电袋是可以保護內部電子設備免受靜電損壞的袋，常在儲存或寄送電子設備或電路（例如硬碟或顯示卡等）時用來包裹。

### 靜電棒
靜電棒（ionizing bar, static bar）可用來去除生產線的静电，避免靜電吸附以及其他和靜電有關，會破壞產線的現象。靜電棒在製造業以及印刷業非常重要，不過也可以用在其他的應用場合裡。
靜電棒最常放在輸送帶或是生產線上較高的位置，讓產品從其下方通過。會針對其應用調整靜電棒和產品的距離。靜電棒的運作原理是會對其下方的產品進行电晕放电。若下方產線上的產品上帶有正負電荷，產品在通過电晕放电的區域時，會吸引電性相反的電荷，讓產品恢復電中性。

### 防静电服装

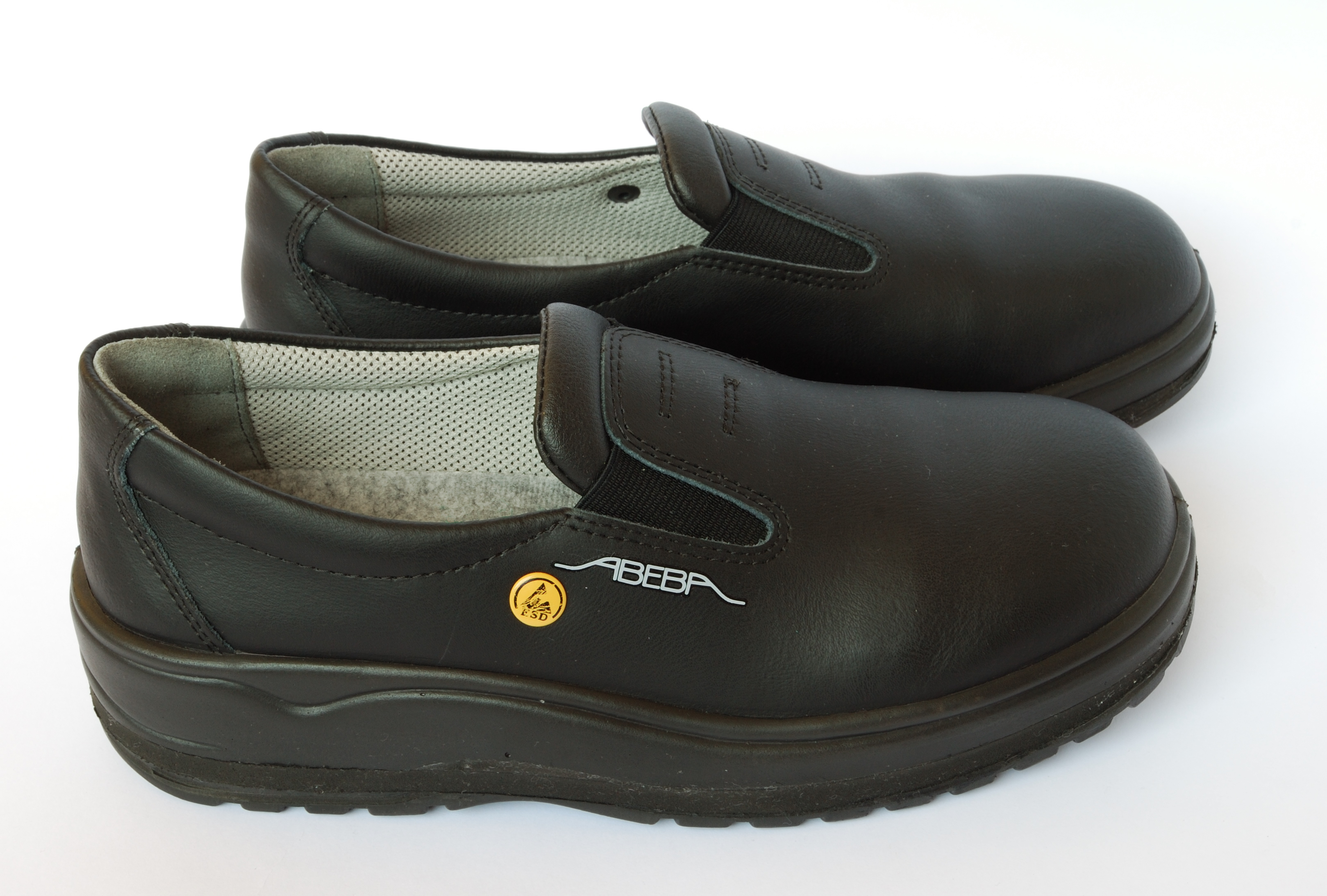
防靜電鞋

防静电服装（Antistatic garments, antistatic clothing）可用來避免因靜電損壞電子設備，或是在工作時，避免因為靜電造成附近可燃液體或氣體起火或是爆炸。
防静电服装其中會有導電的絲線，類似可穿載的法拉第笼。防静电服装是要避免因為服裝中綿、丝绸或是化纖材料所產生的靜電，對靜電敏感設備的破壞性影響。若要讓防静电服装發揮效果，需要透過導電帶接地。大部份防静电服装導電能力還無法讓人員接地，因此也會穿戴防靜電手環或是腳踝綁帶。有三種三種防静电服装符合ANSI/ESD S20.20-2014的標準，分別是防静电服装（static control garment）、可接地防静电服装（groundable static control garment）、以及接地防静电服装系統（groundable static control garment system）上標上標
66

### 防靜電墊
防靜電墊（antistatic floor mat）也是可以消除靜電的設備之一。其防靜電的原理是提供受控的低電阻環境。接地的金屬墊可以使在上面的物品接地，但也會使其短路。絕緣墊無法提供接地參考電位，因此沒有接地功能。典型防靜電墊的接地阻值在105到108歐姆之間。防靜電墊有可能會需要接地，一般是接在插頭的地線上。防靜電墊的放電，需確保是在低放電速率下放電，因此會用電阻器連接防靜電墊和地線。電阻器也可以讓高電壓的電荷可以流到地，因此在上面操作低電壓設備時，也可以避免觸電的危害。有些防靜電墊也設計讓上面的人員可以配戴防靜電手環裝置。防靜電墊有設計在地板上的，也有當桌墊使用的。

### 防靜電腕帶
防靜電腕帶（antistatic wrist strap, ESD wrist strap）或接地腕帶是穿載在手腕上，讓人在操作靜電敏感設備時，可以安全的接地，避免因為其身上累積電荷而導致靜電放電。防靜電腕帶常用在電子產業，其中許多電子零件會因靜電放電而破壞。在容易爆炸環境下工作的人員有時也會使用防靜電腕帶，避免產生電火花引發爆炸。防靜電腕帶本身是有彈性的纺织品帶子，其中有導電纖維，腕帶有連接金屬線，金屬線末端有夾子，可以夾在接地導體上。纖維一般是用碳製成，或是填充碳的橡皮製成，而腕帶會用不锈鋼扣固定。防靜電腕帶常會配合防靜電墊使用，或是在工作桌上使用可使靜電耗散的塑膠墊。
防靜電腕帶會穿載在較不常用的手腕上（右利手會穿載在左手左腕）。會透過捲繞可伸縮導線以及1 MΩ電阻接地，讓高電壓的電荷可以導到接地點，也可避免操作低電壓設備時觸電。
工業用的防靜電腕帶一般會接到工作場所附近的接地，可能會用標準的4 mm接頭或是10 mm按釦，一般使用的防靜電腕帶則會用鱷魚夾接地。
除了防靜電腕帶外，工業上也常用腳踝帶或腳跟帶來達到類似的防靜電效果。不過這類設備不會直接有導線接到地，而是在其結構有對人體的高電阻，在行走時可將電荷流至特製的樓板地板。若工作者需在一個空間內活動，而各處都有接地點，也可以用這種防靜電裝置。
有些防靜電腕帶聲稱是「無線」或是「耗散式」的，聲稱在不接地的情形下可以達到防靜電的效果（可能是透過空氣電離或电晕放电達成）。這類的設備就算不是詐騙，其防靜電的效果也很弱，已有樣品取測後，確認沒有防靜電效果。專業的ESD標準都要求穿戴有線的防靜電腕帶。